# Тукумс I
Ту́кумс I (латыш. Tukums I) — железнодорожная станция в городе Тукумс на электрифицированной железнодорожной линии Торнякалнс — Тукумс II. Расстояние от станции Рига-Пассажирская — 65 км.

## История
21 сентября 1877 года начала свою работу Риго-Туккумская железная дорога. Станция Тукумс I построена в том же году. В то время станция называлась «Восточная станция» (Austrumu stacija), поскольку находилась в восточной части города. Во время Первой мировой войны станция сильно пострадала от пожара, была отреставрирована по окончании боёв в ходе Борьбы за независимость Латвии и с тех пор носит название Тукумс I. С 1962 по 1980 гг в здании вокзала размещалась также и автостанция Тукумс.

## Станция сегодня
На станции Тукумс I останавливаются, преимущественно, электропоезда, следующие маршрутом Рига — Тукумс II. По данным на весну 2009 года по маршруту Рига — Тукумс II и обратно осуществлялось 13 рейсов электропоездов и 1 рейс дизельного поезда (Рига — Вентспилс). Движение по маршруту Рига — Вентспилс, прерванное в 2001 году, возобновлено в сентябре 2008 года (вновь прервано в 2010 году). В настоящее время по маршруту Рига — Тукумс II и обратно осуществляется 16 рейсов электропоездов в день. Большую часть дня на станции работает одна касса, вторая открывается только утром. Станция имеет три рельсовых пути и два перрона. Рядом со станцией находятся стоянка такси и тукумская автостанция. В пассажирском здании помимо касс и зала ожидания размещаются помещения железнодорожных служб.
В 2013 начаты работы по реконструкции здания.
На станции работает небольшое кафе.

## Галерея

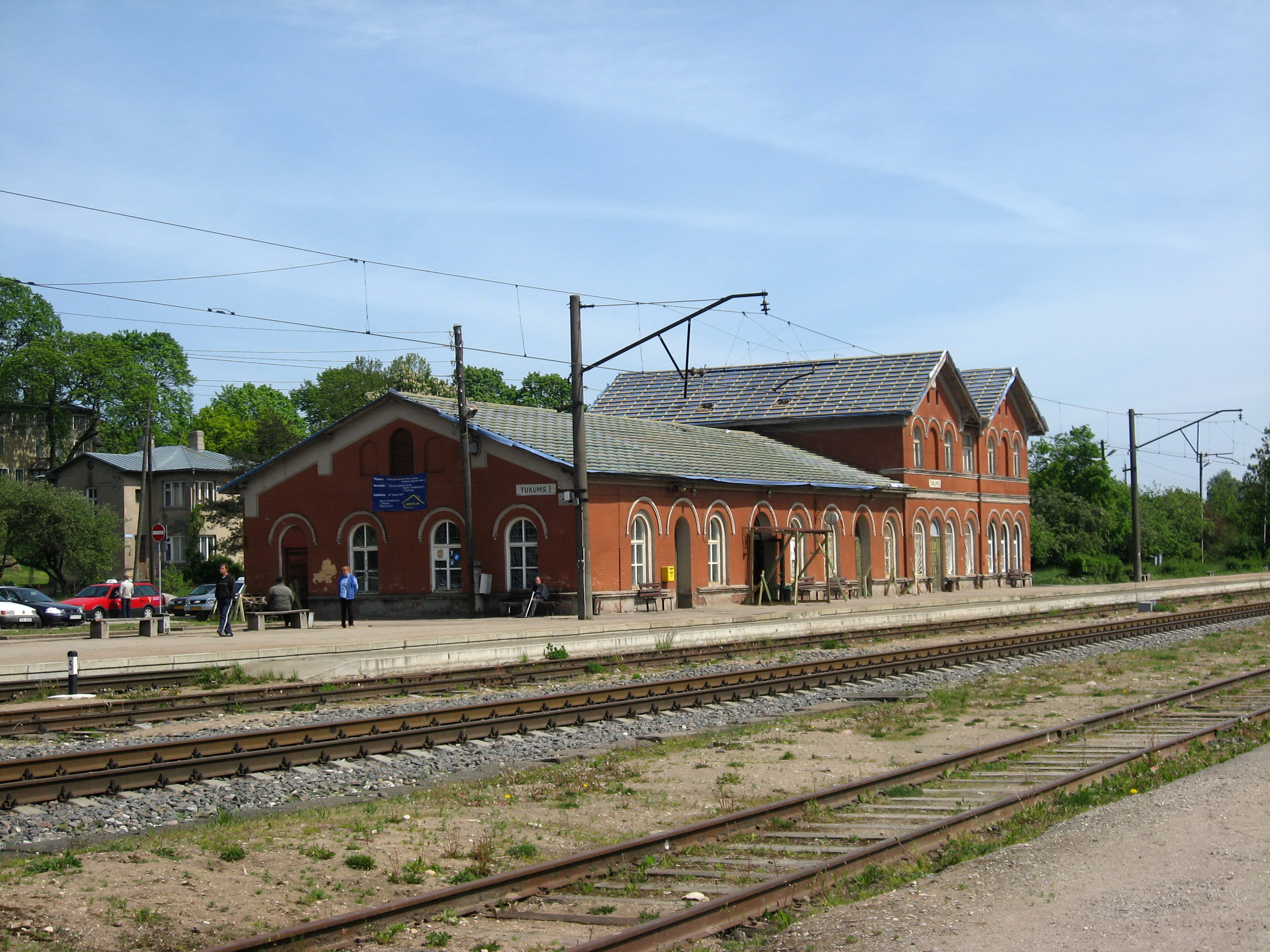
Пассажирское здание, май 2008 года
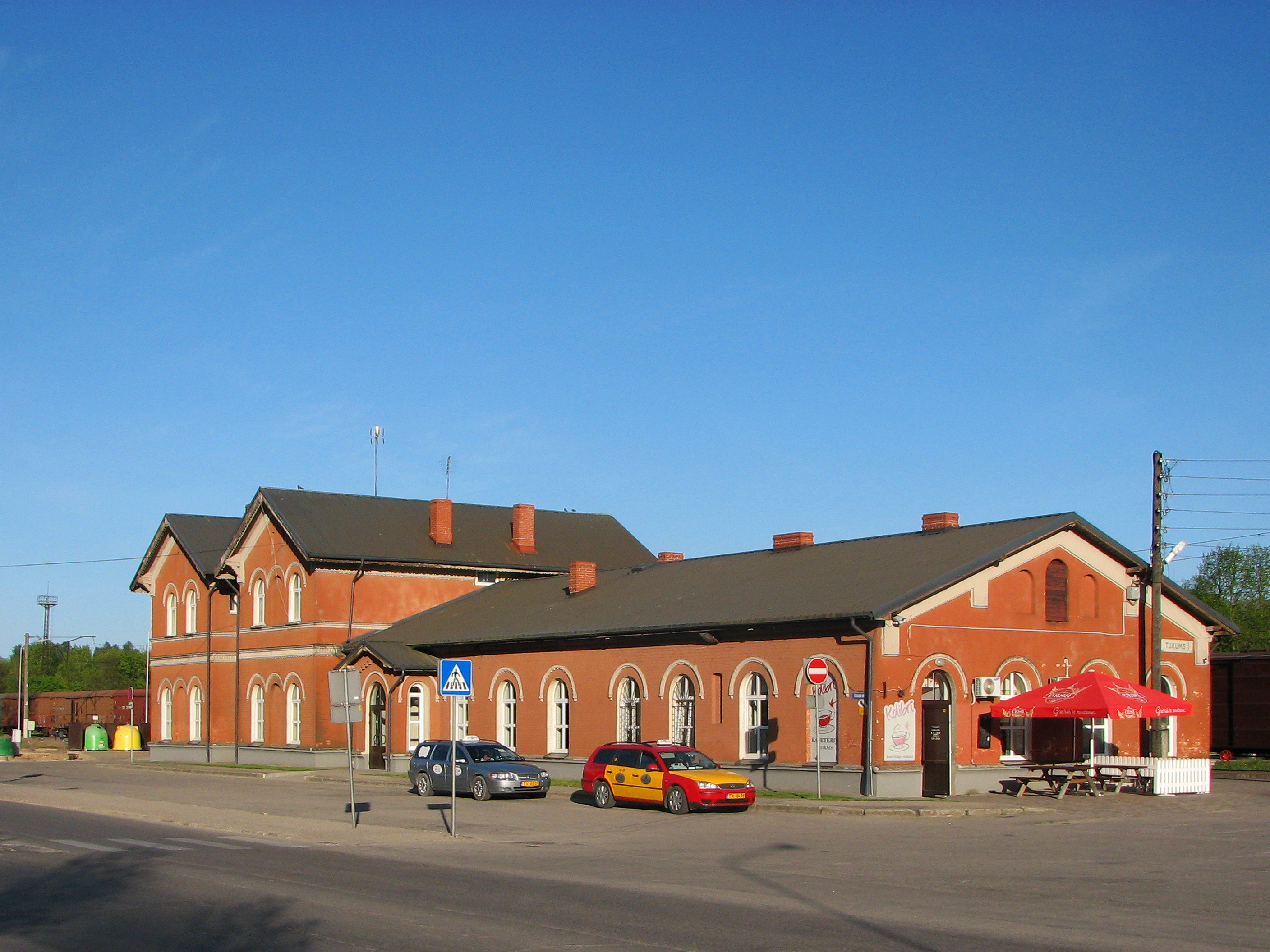
Пассажирское здание, вид из города. Май 2016 года